# Zaklopatica (otok)
Zaklopatica (Ključ, Škoj od Zaklopatice) je nenaseljeni otočić uz sjevernu obalu Lastova, kod naselja Zaklopatica.
Površina otoka je 17.699 m2, duljina obalne crte 631 m, a visina 33 metra.